# MAZ-5440
Der Lastkraftwagen MAZ-5440 (russisch МАЗ-5440, deutsche Transkription eigentlich MAS-5440) ist ein Lkw-Typ des belarussischen Fahrzeugherstellers Minski Awtomobilny Sawod, der seit 1997 in Serie produziert wird.

## Beschreibung

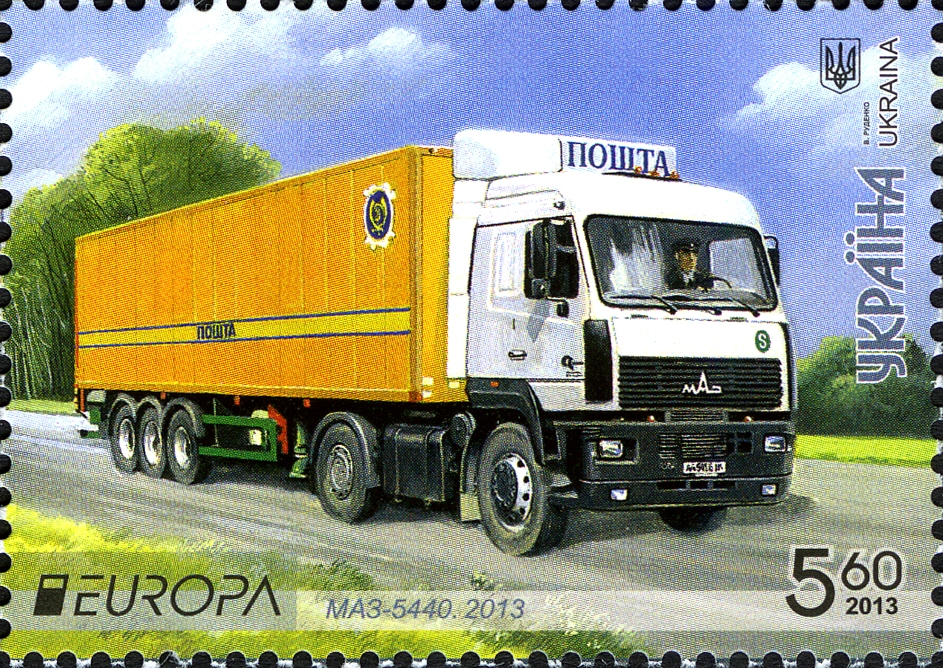
MAZ-5440 auf einer Briefmarke der ukrainischen Post (2013)

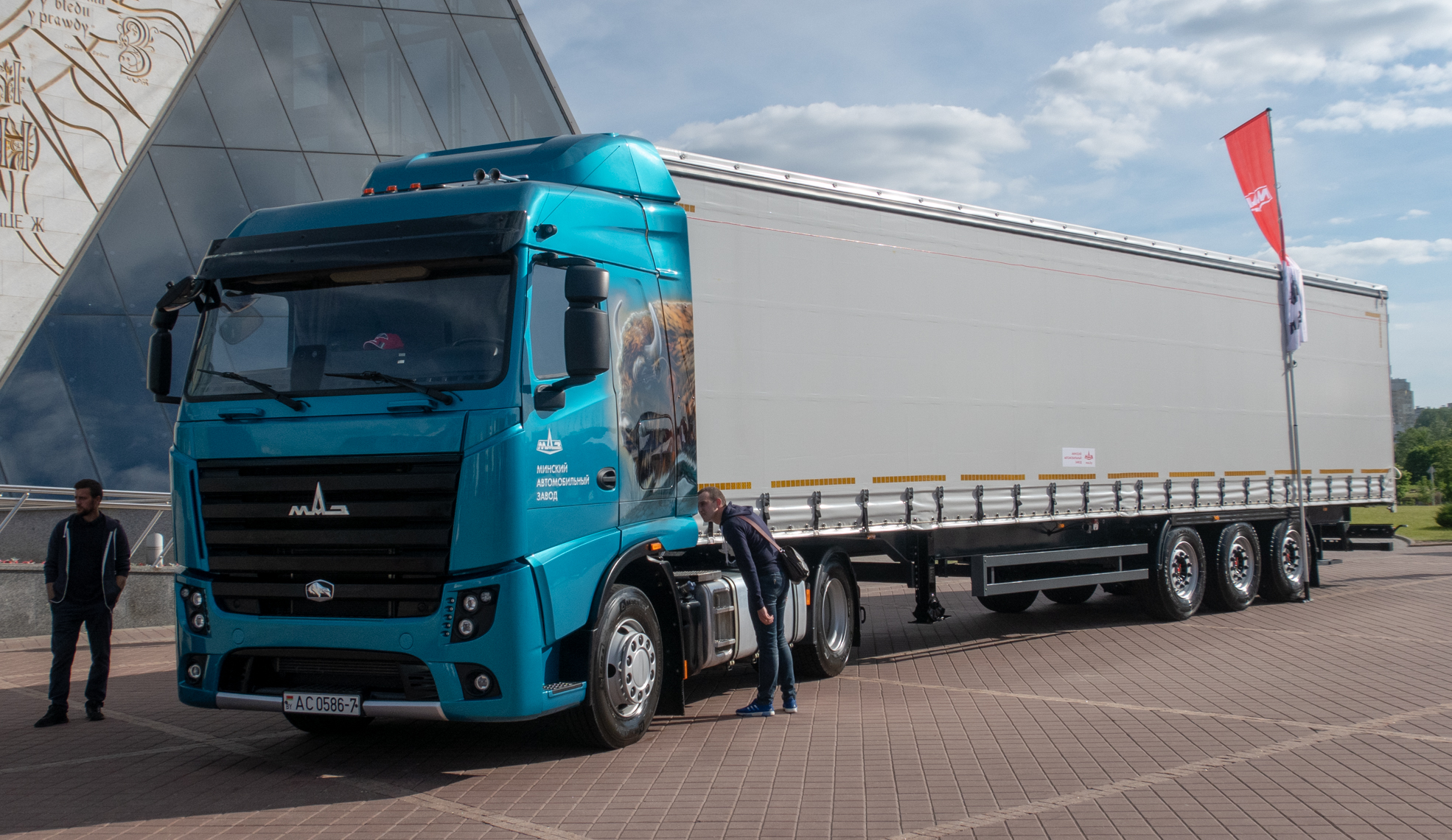
MAZ-5440M9, Abgasnorm Euro-6 (2019)

Bereits seit Anfang der 1980er Jahre wurde bei MAZ die zweiachsige Sattelzugmaschine MAZ-5432 gefertigt. Mitte der 1990er Jahre entwarf man eine Zugmaschine, welche ausreichende Standards erfüllte, um im Fernverkehr mit Westeuropa eingesetzt zu werden. Ab 1996 wurden die ersten Tests mit dem neuen Lkw MAZ-5440 durchgeführt, die positiv verliefen und im März 1997 schließlich in der Serienproduktion mündeten. Im selben Jahr begann auch die Produktion der dreiachsigen Version MAZ-6430. Seitdem fertigt MAZ verschiedene Versionen des Lastwagens, verzichtet jedoch, im Gegensatz zur dreiachsigen Version, im Bereich der Motoren auf Importe aus Westeuropa oder Amerika. Es werden lediglich Dieselmotoren aus russischer Fertigung von JaMZ angeboten. Bei den Getrieben werden dagegen auch westliche Importe verbaut, namentlich von ZF Friedrichshafen. Die Fertigung des Vorgängers wurde 2008 nach knapp 30 Jahren eingestellt.

## Modellvarianten
- MAZ-5440A3 (schwächste Version mit 184 kW / 250 PS, für den Nahverkehr konzipiert)
- MAZ-5440A5 (als Baufahrzeug konzipiert, 243 kW / 330 PS)
- MAZ-5440A8 (294 kW / 400 PS)
- MAZ-5440A9 (294 kW / 400 PS)
- MAZ-544018
- MAZ-544019 (294 kW / 400 PS)
- MAZ-5440B3
- MAZ-5440B9
- MAZ-5440E9 (294 kW / 400 PS)
- MAZ-54402 (auch als MAZ-5442 geführt)
- MAZ-544021 (auch als MAZ-54421 geführt)
- MAZ-5440M9 (Euro 6, ab 2020, derzeit nicht im Angebot des Herstellers)

Die Varianten unterscheiden sich unterschiedlich stark voneinander. So existieren Nah- und Fernverkehrsfahrerhäuser, welche sich optisch deutlich voneinander abheben. Einige Modelle dagegen unterscheiden sich im Bereich der Motoren und Getriebe, optisch jedoch nicht.

## Technische Daten
Alle Daten sind für die Modellvariante MAZ-5440A3 angegeben.
- Motor: JaMZ-6562.10 (Euro-3-Abgasnorm)
- Leistung: 184 kW (250 PS)
- Kraftstoffvorrat: 300 l, auf Kundenwunsch auch 500 l
- Federung: Blatt- oder Luftfederung
- Getriebe: JaMZ-2381 (6 Gänge) oder 9JS135TA
- Reifengröße: 315/70R22,5 (Luftfederung) bzw. 295/80 R22,5 (Blattfederung)
- Kabine: Nahverkehr
- Antriebsformel: (4×2)

Gewichte
- Zulässiges Gesamtgewicht: 18.250 kg
- Zulässiges Gesamtgewicht des Lastzugs: 36.000 kg
- Zulässige Achslast vorne: 6750 kg
- Zulässige Achslast hinten: 11.500 kg
- Zuladung (Gewicht auf Sattelkupplung): 10.900 kg
- Leergewicht: 7350 kg